# فرماندهی آماد و پشتیبانی شمال‌شرق نزاجا

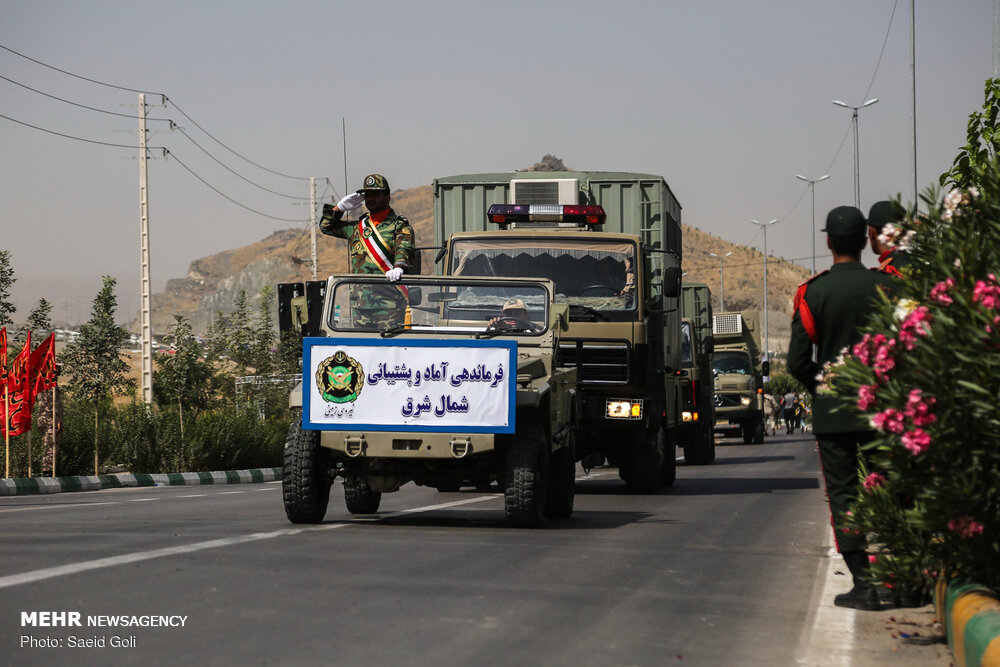
رژه ستون خودرویی فرماندهی آماد شمال‌شرق به‌مناسبت سالگرد جنگ ایران و عراق در سال ۱۳۹۸، مشهد

فرماندهی آماد و پشتیبانی شمال‌شرق نزاجا یا فرماندهی آماد و پشتیبانی منطقه ۵ نزاجا یگانی است که لجستیک نظامی همه یگان‌های نیروی زمینی ارتش ایران را در استان‌های شمال‌شرق کشور به عهده دارد. تأمین مواد غذایی (برنج، آرد، قند، چای و …) و وسایل شخصی (شامل پوشاک، وسایل بهداشتی)، کلیه ساز و برگ نظامی انفرادی و آماده‌سازی و پشتیبانی تجهیزات مهندسی رزمی و تعمیر و تجهیز خودروهای نظامی، پشتیبانی جنگ‌افزار و مهمات در منطقه پنجم آمادی نیروی زمینی ارتش وظیفه این فرماندهی است. فرماندهی پشتیبانی منطقه ۵ مسئول تأمین سه وعده خوراک روزانه ۶۰٬۰۰۰ نفر از نیروهای نزاجا در شمال‌شرق کشور است.
این فرماندهی مسئول پشتیبانی و آماد یگان‌های استان‌های خراسان رضوی، خراسان جنوبی، خراسان شمالی، سمنان، گلستان و مازندران است. همه آمادگاه‌ها و زاغه‌های مهمات نیروی زمینی ارتش در استان‌های یادشده زیر نظر این فرماندهی اداره می‌شوند. ستاد فرماندهی این یگان در شهر مشهد قرار دارد.